# Giustizia per tutti
Giustizia per tutti è una miniserie televisiva italiana trasmessa in prima serata su Canale 5 dal 18 al 31 maggio 2022. È diretta da Maurizio Zaccaro, prodotta da RB Produzioni e ShowLab in collaborazione con Film Commission Torino Piemonte ed ha come protagonisti Raoul Bova e Rocío Muñoz Morales.

## Trama
Torino, Roberto Beltrami è un noto fotografo che dopo aver passato dieci anni in carcere e aver studiato giurisprudenza viene scarcerato, in quanto è stato ingiustamente accusato e condannato per aver ucciso sua moglie Beatrice.

## Personaggi e interpreti

### Personaggi principali
- Roberto Beltrami, interpretato da Raoul Bova. È un ex fotografo tornato in libertà dopo aver trascorso ingiustamente dieci anni in carcere poiché avrebbe ucciso sua moglie Beatrice.
- Victoria Bonetto, interpretata da Rocío Muñoz Morales. È la titolare dello studio di avvocati con cui collabora Roberto una volta uscito dal carcere.
- Daniela e Beatrice Donati, interpretate da Anna Favella. Sono rispettivamente la cognata poliziotta e la moglie avvocato di Roberto che è stata uccisa.
- Giulia Beltrami, interpretata da Francesca Vetere. È la figlia ribelle di Roberto e Beatrice.
- Fabio, interpretato da Elia Moutamid. È un caro amico di Roberto che ha un locale in centro.
- Lucia, interpretata da Silvia Lorenzo. È la moglie di Fabio con cui gestisce il locale.
- Chiara, interpretata da Giulia Battistini. È una collaboratrice di Victoria.
- Sebastiano, interpretato da Jacopo Crovella. È un giovane praticante dello studio Bonetto.

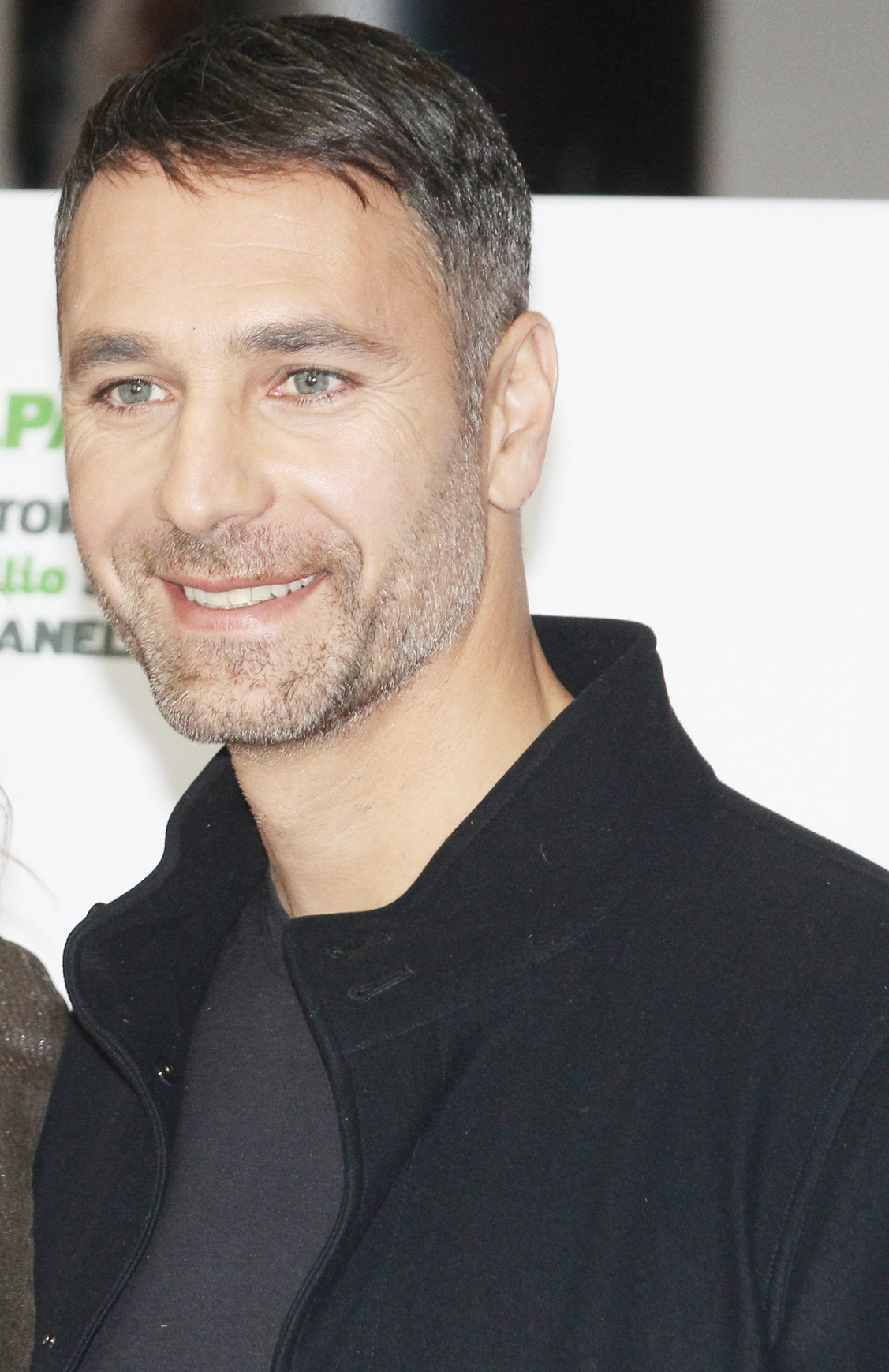
Raoul Bova interpreta Roberto Beltrami
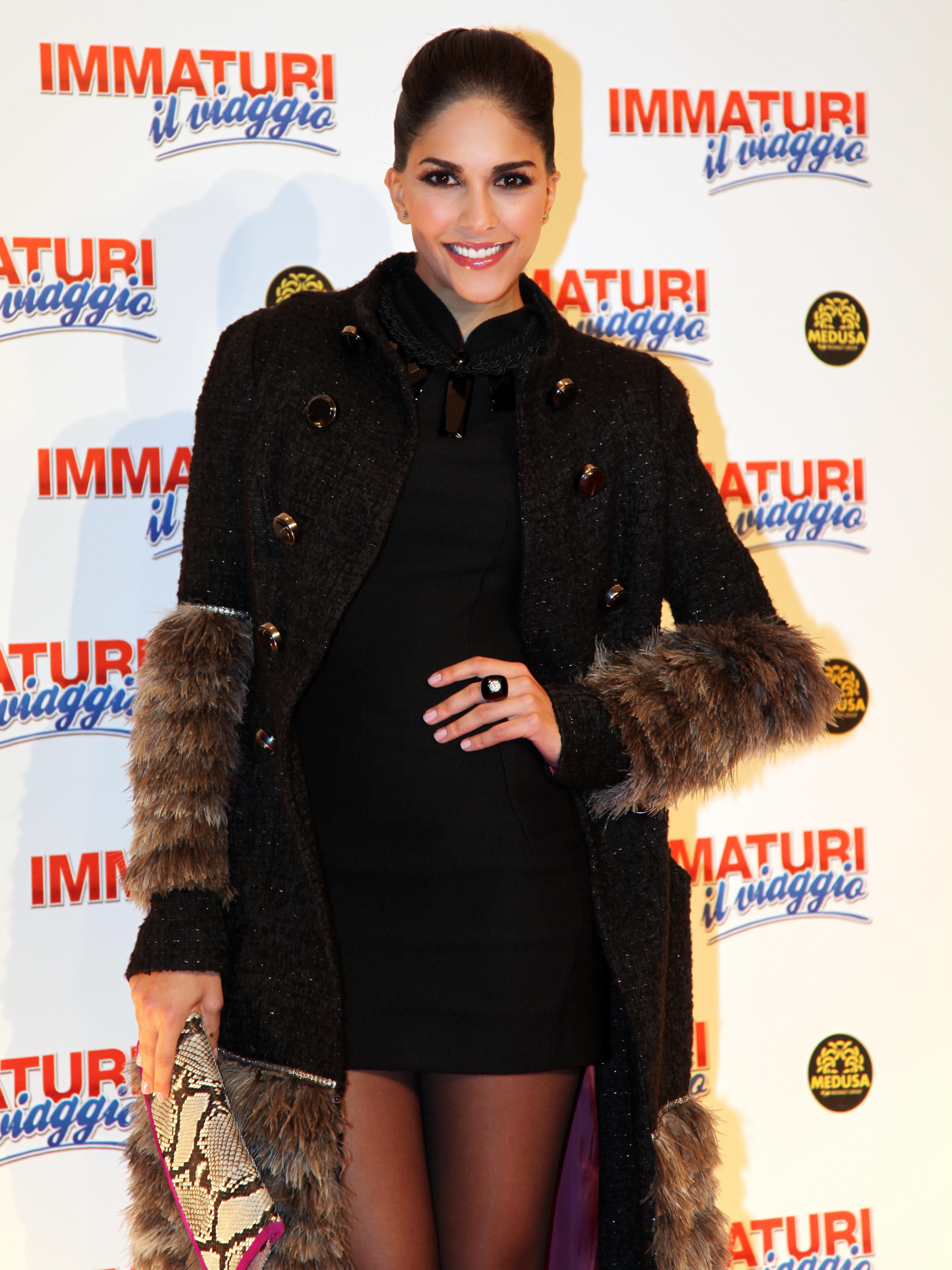
Rocío Muñoz Morales interpreta Victoria Bonetto
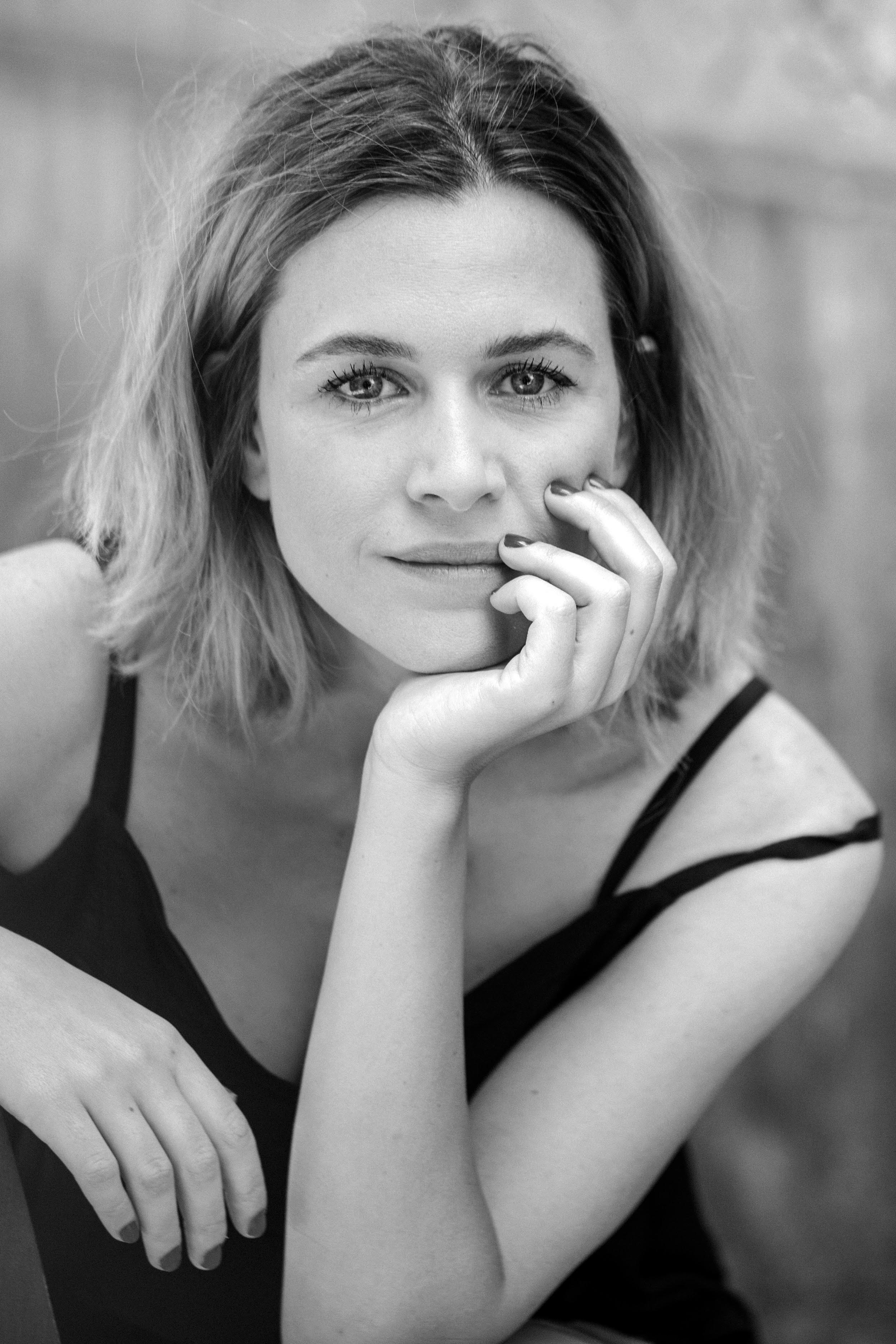
Anna Favella interpreta Daniela e Beatrice Donati
Elia Moutamid interpreta Fabio

### Personaggi ricorrenti
- Carlo Bonetto, interpretato da Beppe Rosso. È il padre di Victoria alla quale ha lasciato il proprio studio.
- Avvocato Valori, interpretato da Giuseppe Antignati. È un vecchio collega e amico di Bonetto.
- Ispettore capo, interpretato da Maurizio Marchetti. È il superiore di Daniela Donati.
- Tommaso Randelli, interpretato da Roberto Zibetti. È l'uomo sospettato di aver ucciso Beatrice.
- Maestro di Taekwondo, interpretato da Giuseppe Loconsole. È l'istruttore di Giulia Beltrami.
- Pacini, interpretato da Giacomo Valdameri. È l'uomo che pedina e spara a Roberto per conto di Bonetto e Valori.

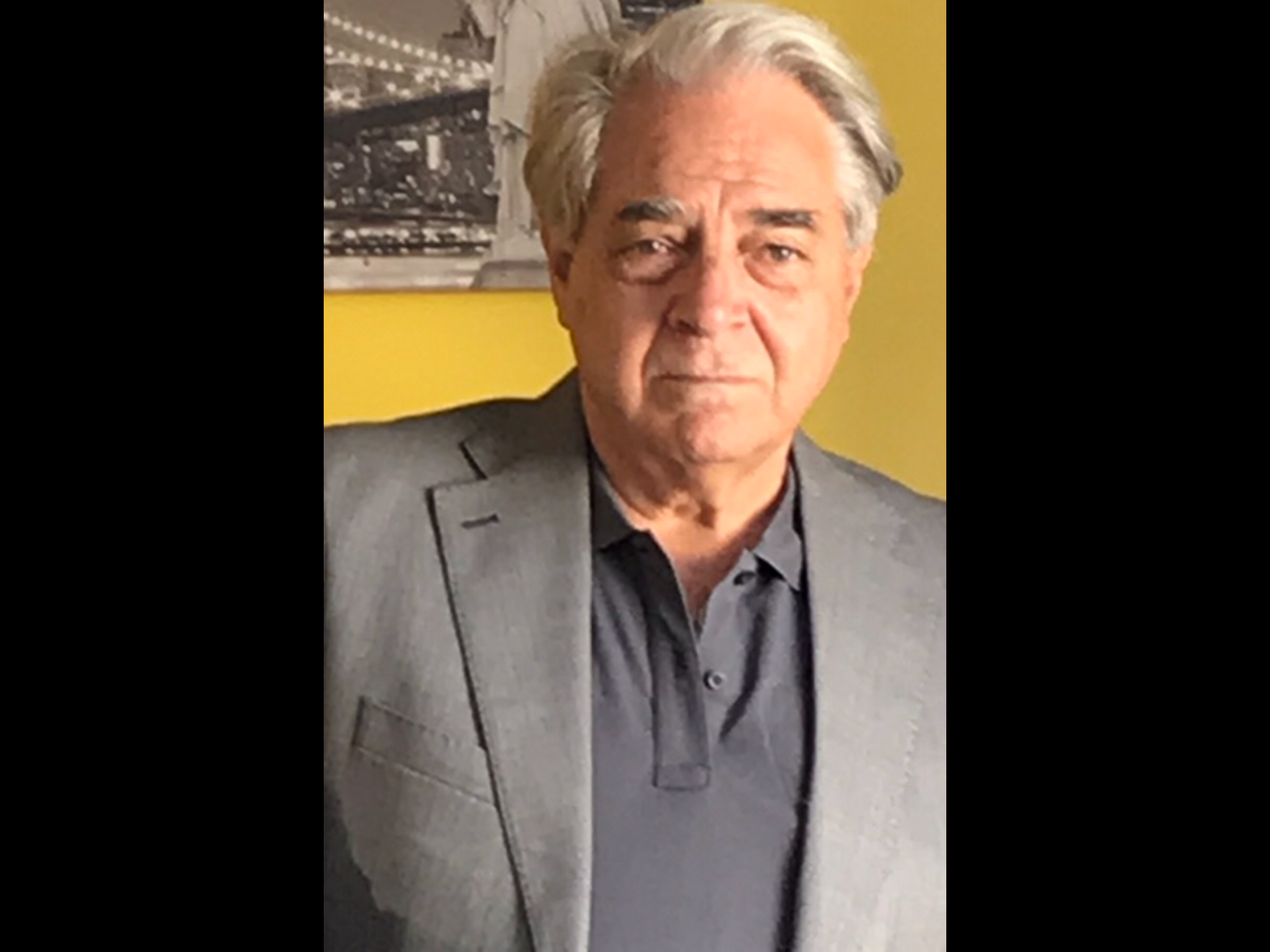
Maurizio Marchetti interpreta l'ispettore capo

## Produzione
La miniserie è diretta da Maurizio Zaccaro e prodotta da RB Produzioni e ShowLab in collaborazione con Film Commission Torino Piemonte.
Inizialmente la miniserie doveva iniziare tra il 2020 e il 2021, ma a causa della pandemia di COVID-19 la data di partenza è slittata ulteriormente al 18 maggio 2022.

### Riprese
Le riprese della miniserie si sono svolte in Piemonte nel corso di ventuno settimane dal 29 luglio 2019 a gennaio 2020 (poco prima dello stop a causa della pandemia di COVID-19).
Tra le tantissime location utilizzate: la Casa Circondariale Lorusso e Cotugno alle Vallette, dove è stato riprodotto il carcere e gli uffici del Giudice di pace (nella finzione è divenuto un commissariato); lo studio legale dell'avvocato Luca Olivetti. L'appartamento del protagonista è stato ricostruito presso l'Hotel Sara in via Galliari, presso il quartiere San Salvario (luogo di diversi giorni di riprese), in cui si trova anche il bar riprodotto nel locale Enò.